# 魏懷
魏怀（1884年1月7日—1959年），字子杞，福州闽侯人。中华民国政治人物。

## 生平[4]
福建馬尾船政水師學堂畢業，巴黎工業大學畢業，1912年12月31日，署任福建省教育司司长，不久去职。1930年12月，任国民政府立法院立法委员。从1932年1月3日至1945年1月18日，在林森、蒋介石先后两任国民政府主席任内，魏怀一直担任国民政府文官处文官长。1945年1月16日，任国民政府委员。1947年 4月18日免国民政府委员职，改聘为国民政府顾问。一直任至1948年5月国民政府结束。